# Janusz R. Kowalczyk
Janusz R. Kowalczyk (ur. 1953 w Krakowie) – polski recenzent teatralny i literacki, satyryk, scenarzysta, autor słuchowisk radiowych; w XX w. artysta Piwnicy pod Baranami.

## Życiorys
Urodził się w Krakowie. W latach 1974–1979 studiował teatrologię i filmoznawstwo na Uniwersytecie Jagiellońskim. W 1985 ukończył Studium Scenariuszowe PWSFTviT w Łodzi.
Debiut literacki Janusza R. Kowalczyka, nowelkę Wbrew woli, wydrukował tygodnik „Przekrój” za pośrednictwem redaktor Wandy Błońskiej. Od 1978 do 1987 występował w krakowskim kabarecie Piwnica pod Baranami wykonując monologi i skecze do własnych tekstów. Po zmianach systemowych w Polsce współpracował jako dziennikarz przez dziewięć miesięcy z Gazetą Wyborczą. W latach 1990–2008 był krytykiem teatralnym w redakcji Rzeczypospolitej. Od 2009 w redakcji portalu culture.pl przy Instytucie Adama Mickiewicza pisze o literaturze. Bywa zapraszany do radia, bierze udział w pracach jury festiwali filmowych. Okazjonalnie aktor oraz wykładowca akademicki (Collegium Polonicum na Uniwersytecie Warszawskim).

## Nagrody
- 1983 – III Nagroda za scenariusz „Miejsce” w konkursie scenariuszowym na Festiwalu „Młodzi i Film” w Koszalinie
- 1996 – Nagroda im. Profesora Zbigniewa Raszewskiego przyznana przez pismo „Ruch Teatralny” dla „najciekawszego krytyka teatralnego publikującego na łamach prasy codziennej”
- 2000 – tytuł honorowego członka Stowarzyszenia Polskich Artystów Karykatury „w uznaniu profesjonalizmu przekazu prasowego tematyki kulturalnej na łamach „Rzeczpospolitej”.

## Książki
- Gwiazdy w zbliżeniu : portrety aktorów i reżyserów polskich (jako współautor), Presspublica, Warszawa 1995, ISBN 83-86038-09-8[2].
- Wracając do moich Baranów, Wydawnictwo Trio, Warszawa 2012, ISBN 978-83-7436-291-7.
- STS: tu wszystko się zaczęło, współautor: Paweł Szlachetko, Prószyński Media, Warszawa 2014, ISBN 978-83-7839-742-7.

## Filmografia (aktor)
- 1979 Po drodze
- 1980 W biały dzień
- 1987 Kredą rysowane
- 1988 The Jeweller’s Shop (pl. Przed sklepem jubilera) reż. Michael Anderson
- 1988-1990 W labiryncie
- 1989 Światło odbite
- 2002 Kobieta z papugą na ramieniu
- 2005 Fortuna czyha w lesie
- 2017 La promesse de l’aube[11]